# ناو ایزابل دوم
ناو ایزابل دوم (به انگلیسی: Spanish cruiser Isabel II) یک کشتی بود که طول آن ۲۱۰ فوت ۰ اینچ (۶۴٫۰۱ متر) بود. این کشتی در سال ۱۸۸۶ ساخته شد.